# Foetorepus agassizii
Foetorepus agassizii är en fiskart som först beskrevs av Goode och Bean, 1888.  Foetorepus agassizii ingår i släktet Foetorepus och familjen sjökocksfiskar. Inga underarter finns listade i Catalogue of Life.